# Municipio de Russell (condado de Lafayette)
El municipio de Russell (en inglés: Russell Township) es un municipio ubicado en el condado de Lafayette en el estado estadounidense de Arkansas. En el año 2010 tenía una población de 119 habitantes y una densidad poblacional de 1,66 personas por km².

## Geografía
El municipio de Russell se encuentra ubicado en las coordenadas 33°26′27″N 93°40′54″O / 33.44083, -93.68167. Según la Oficina del Censo de los Estados Unidos, el municipio tiene una superficie total de 71.54 km², de la cual 67,87 km² corresponden a tierra firme y (5,14 %) 3,68 km² es agua.

## Demografía
Según el censo de 2010, había 119 personas residiendo en el municipio de Russell. La densidad de población era de 1,66 hab./km². De los 119 habitantes, el municipio de Russell estaba compuesto por el 50,42 % blancos, el 49,58 % eran afroamericanos. Del total de la población el 0 % eran hispanos o latinos de cualquier raza.